# I, Tonya
I, Tonya är en amerikansk biografisk dramakomedi från 2017, regisserad av Craig Gillespie och skriven av Steven Rogers. I filmen medverkar bl.a. Margot Robbie, Sebastian Stan, Allison Janney, Julianne Nicholson och Bobby Cannavale. Filmen handlar om konståkerskan Tonya Harding, hennes deltagande i konståkningsmästerskapen, och rivaliteten med Nancy Kerrigan.
Filmen hade världspremiär vid Toronto International Film Festival den 8 september 2017. Den hade biopremiär i USA den 8 december 2017 och kommer att ha biopremiär i Sverige den 16 mars 2018.
Vid Oscarsgalan 2018 nominerades filmen till tre Oscars och vann en för Bästa kvinnliga biroll till Janney. Filmen var även nominerad för Bästa kvinnliga huvudroll till Robbie och Bästa klippning. Vid Golden Globe-galan 2018 belönades filmen med en Golden Globe för Bästa kvinnliga biroll till Janney. Filmen var även nominerad för Bästa film (musikal eller komedi) och Bästa kvinnliga huvudroll (musikal eller komedi) till Robbie.

## Rollista
- Margot Robbie – Tonya Harding
  - Mckenna Grace – Tonya Harding som ung
- Sebastian Stan – Jeff Gillooly
- Allison Janney – LaVona Fay Golden
- Julianne Nicholson – Diane Rawlinson
- Caitlin Carver – Nancy Kerrigan
- Bojana Novakovic – Dody Teachman
- Paul Walter Hauser – Shawn Eckhardt
- Bobby Cannavale – Martin Maddox
- Dan Triandiflou – Bob Rawlinson
- Ricky Russert – Shane Stant

## Mottagande
I, Tonya möttes av positiva recensioner av kritiker och hyllades för skådespeleriet av Robbie och Janney. På Rotten Tomatoes har filmen ett medelbetyg på 90%, baserad på 287 recensioner, och ett genomsnittsbetyg på 7,8 av 10. På Metacritic har filmen genomsnittsbetyget 77 av 100, baserad på 46 recensioner.

## Utmärkelser
| Priser och nomineringar             | Priser och nomineringar                          | Priser och nomineringar                 | Priser och nomineringar |
| Utmärkelse                          | Kategori                                         | Mottagare                               | Resultat                |
| ----------------------------------- | ------------------------------------------------ | --------------------------------------- | ----------------------- |
| Oscar (90:e)                        | Bästa kvinnliga biroll                           | Allison Janney                          | Vann                    |
| Oscar (90:e)                        | Bästa kvinnliga huvudroll                        | Margot Robbie                           | Nominerad               |
| Oscar (90:e)                        | Bästa klippning                                  | Tatiana S. Riegel                       | Nominerad               |
| Golden Globe Awards (75:e)          | Bästa kvinnliga biroll                           | Allison Janney                          | Vann                    |
| Golden Globe Awards (75:e)          | Bästa film (musikal eller komedi)                | I, Tonya                                | Nominerad               |
| Golden Globe Awards (75:e)          | Bästa kvinnliga huvudroll (musikal eller komedi) | Margot Robbie                           | Nominerad               |
| BAFTA Awards (71:a)                 | Bästa kvinnliga biroll                           | Allison Janney                          | Vann                    |
| BAFTA Awards (71:a)                 | Bästa kvinnliga huvudroll                        | Margot Robbie                           | Nominerad               |
| BAFTA Awards (71:a)                 | Bästa originalmanus                              | Steven Rogers                           | Nominerad               |
| BAFTA Awards (71:a)                 | Bästa smink och hår                              | Deborah La Mia Denaver och Adruitha Lee | Nominerad               |
| BAFTA Awards (71:a)                 | Bästa kostym                                     | Jennifer Johnson                        | Nominerad               |
| Independent Spirit Awards (33:e)    | Bästa kvinnliga biroll                           | Allison Janney                          | Vann                    |
| Independent Spirit Awards (33:e)    | Bästa klippning                                  | Tatiana S. Riegel                       | Vann                    |
| Independent Spirit Awards (33:e)    | Bästa kvinnliga huvudroll                        | Margot Robbie                           | Nominerad               |
| Screen Actors Guild Awards (24:e)   | Bästa kvinnliga biroll                           | Allison Janney                          | Vann                    |
| Screen Actors Guild Awards (24:e)   | Bästa kvinnliga huvudroll                        | Margot Robbie                           | Nominerad               |
| Critics' Choice Movie Awards (23:e) | Bästa kvinnliga biroll                           | Allison Janney                          | Vann                    |
| Critics' Choice Movie Awards (23:e) | Bästa kvinnliga skådespelare i en komedi         | Margot Robbie                           | Vann                    |
| Critics' Choice Movie Awards (23:e) | Bästa kvinnliga skådespelare                     | Margot Robbie                           | Nominerad               |
| Critics' Choice Movie Awards (23:e) | Bästa komedi                                     | I, Tonya                                | Nominerad               |
| Critics' Choice Movie Awards (23:e) | Bästa smink                                      | I, Tonya                                | Nominerad               |
| Satellite Awards (22:a)             | Bästa film                                       | I, Tonya                                | Nominerad               |
| Satellite Awards (22:a)             | Bästa kvinnliga huvudroll                        | Margot Robbie                           | Nominerad               |
| Satellite Awards (22:a)             | Bästa kvinnliga biroll                           | Allison Janney                          | Nominerad               |